# Atenulfo I de Capua
Atenulfo I (muerto 910), llamado el Grande (latín, magnus), fue príncipe de Capua a partir del 7 de enero de 887 y de Benevento desde 899, cuando conquistó ese principado. También usó el título princeps gentis Langobardorum: "príncipe del pueblo lombardo", eco del título utilizado por el primer príncipe de Benevento tras el colapso de la cohesión lombarda en 774.
Hijo de Landenulfo, gastaldo de Teano. Atenulfo, a través de su influencia y conquistas, logró reivindicar las pretensiones de su familia Lombarda al estatus principesco en Benevento y Salerno. Desde el 879, Capua había sido disputada entre varios candidatos, pero, hacia 887, Atenulfo había eliminado a sus hermanos y primos de la contienda y se había convertido en el único candidato con la ayuda del hipatus Atanasio de Nápoles. Al año siguiente (888), estaba en guerra con Atanasio por "Liburnia." Lucharon una batalla indecisa en S. Carzio en el Clanio.
Atenulfo redirigió su atención a Benevento, que recientemente había estado bajo control, primero bizantino y luego del ducado de Spoleto. Lo conquistó del príncipe Radelchis II en 899 y fue aclamado príncipe en Santa Sofía de Benevento en enero de 900. Tuvo la oposición del antiguo regente de Benevento, el obispo Pedro, a quien exilió a Salerno. Habiendo unificado a la mayor parte del Mezzogiorno lombardo, dirigió sus ataques hacia los sarracenos de Garigliano.
Atenulfo se alió con Amalfi y Gregorio IV de Nápoles y atacó y derrotó a los sarracenos en 903. Se convirtió en vasallo de los bizantinos a cambio de asistencia militar, aunque no obtuvo ninguna. Pasó el resto de su vida preparándose para una segunda expedición, pero murió antes de que pudiera llevarse a cabo, aunque resultó en la famosa batalla de Garigliano en el 915. Por sus éxitos contra los musulmanes, le fue dedicado un poema de Eugenio Vulgario. Atenulfo fue sucedido por su hijo Landulfo I, a quien había asociado al principado en 901. Atenulfo declaró que los dos principados de Capua y de Benevento serían inseparables e instituyó el principio de cogobierno entre hijos y hermanos que debía guiar al principado hasta su división en 981.